# Стенопеликс
Стенопеликс (лат. Stenopelix, буквально: узкий таз) — род примитивных цератопсов (рогатых динозавров), известных по ископаемым остаткам из нижнемеловых отложений Германии. Вероятно, являлся эволюционным родственником китайского рода Yinlong и других примитивных цератопсов. Род включает единственный вид Stenopelix valdensis. В настоящее время это самый древний и базальный цератопс, обнаруженный в Европе. 

## Описание

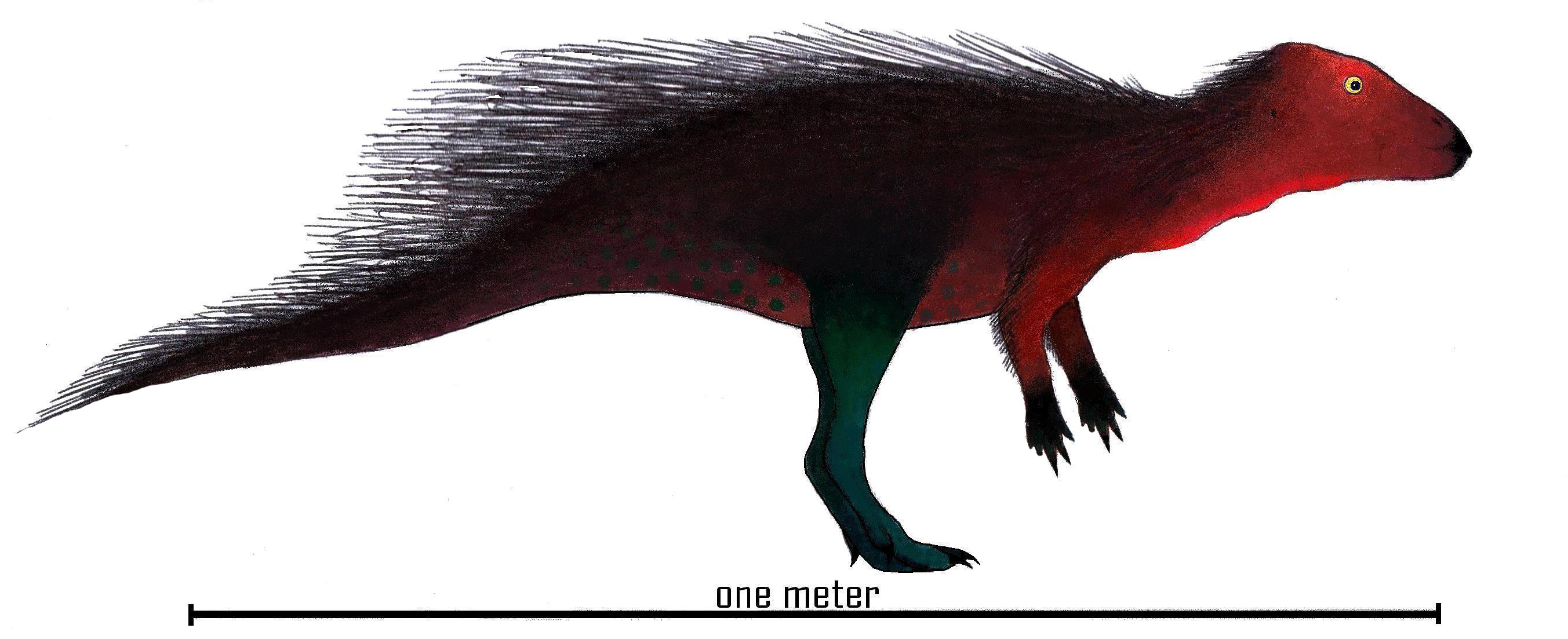
Реконструкция стенопеликса

Стенопеликс жил приблизительно 145,5—140,2 млн лет назад (берриасс) на территории современной Германии. Он вырастал от 1 до 1,5 м в длину и, вероятно, весил около 10 кг. Вероятно, это было небольшое стадное растительноядное животное. Тазовые кости очень узкие, эту особенность и подчёркивает название животного. Череп не сохранился, поэтому более точных сведений о его классификации и палеоэкологии пока нет.

## История и классификация
Окаменелости этого динозавра были обнаружены в 1855 году в песчаниковом карьере недалеко от города Бюккебург в горах Харрль в Нижней Саксонии (северо-запад Германии) и были официально описаны немецким палеонтологом Кристианом Эрихом Германом фон Мейером в 1857 году.